# الکساندر استوارت
الکساندر استوارت (انگلیسی: Alexander Stuart؛ زادهٔ) یک فیلم‌نامه‌نویس، و رمان‌نویس اهل انگلستان است.